# Carmo do Paranaíba
Carmo do Paranaíba est une municipalité brésilienne de l'État du Minas Gerais et la microrégion de Patos de Minas.